# Lázeňská kolonáda (Mariánské Lázně)
Lázeňská kolonáda či Hlavní kolonáda (německy: Kreuzbrunnen-Kolonnade, tj. Kolonáda Křížového pramene) je jednou z hlavních dominant Mariánských Lázní. Se svojí délkou 180 metrů bývala nejdelší lázeňskou kolonádou v Česku. Po rekonstrukci v roce 1986 byla zkrácena o tržní přístavbu. Z roku 1986 jsou i nové stropní fresky od Josefa Vyleťala. Její výstavbu v provedení litina – ocel objednal klášter v Teplé a nahradila původní empírovou zděnou kolonádu z let 1823 až 1827 založenou opatem Karlem Kašparem Reitenbergerem.  

## Historie
Tato neobarokní litinová stavba vystavěná v letech 1888–1889 podle projektu architektů Hanse Miksche a Juliana Niedzielského byla odlita v železárnách Blansko a smontována na místě původní uzavřené lázeňské promenády. Unikátní litinová konstrukce přežila i válečné období. Hlavně za druhé světové války hrozilo její rozmontování a užití na výrobu zbraní. Nešťastné období ale přečkala v celkem dobrém stavu. V poválečném období ale neprošla stavba žádnou rekonstrukcí. V roce 1951, kdy se Mariánské Lázně vrátily k návštěvě Maxima Gorkého (1923–1924) a vzpomenuly tohoto hosta uprostřed sezóny, dostala kolonáda název Kolonáda Maxima Gorkého, který pak nesla až do sametové revoluce. První rekonstrukce se však konstrukce kolonády dočkala až v roce 1976, kdy byla odsouhlasena tehdejším MěNV. V roce 1981 byl otevřen prostor kolonády se zrestaurovaným kazetovým stropem a nástropními freskami na téma „Touha člověka létat“ od akademického malíře Josefa Vyleťala z roku 1979. Autorem bronzových reliéfů na stěnách je Antonín Kuchař. Rekonstrukce byla ukončena a kolonáda slavnostně otevřena roku 1986.
Kolonáda spolu s pavilonem Křížového pramene a pavilonem Rudolfova a Karolinina pramene tvoří hlavní lázeňskou promenádu, jejíž součástí je i slavná Zpívající fontána.
Dne 8. února 2010 vláda České republiky schválila návrh Ministerstva kultury ČR o zařazení kolonády spolu s dalšími 37 památkami ČR na seznam národních kulturních památek. Dne 1. července 2010 se kolonáda stala národní kulturní památkou ČR.

## Fotogalerie

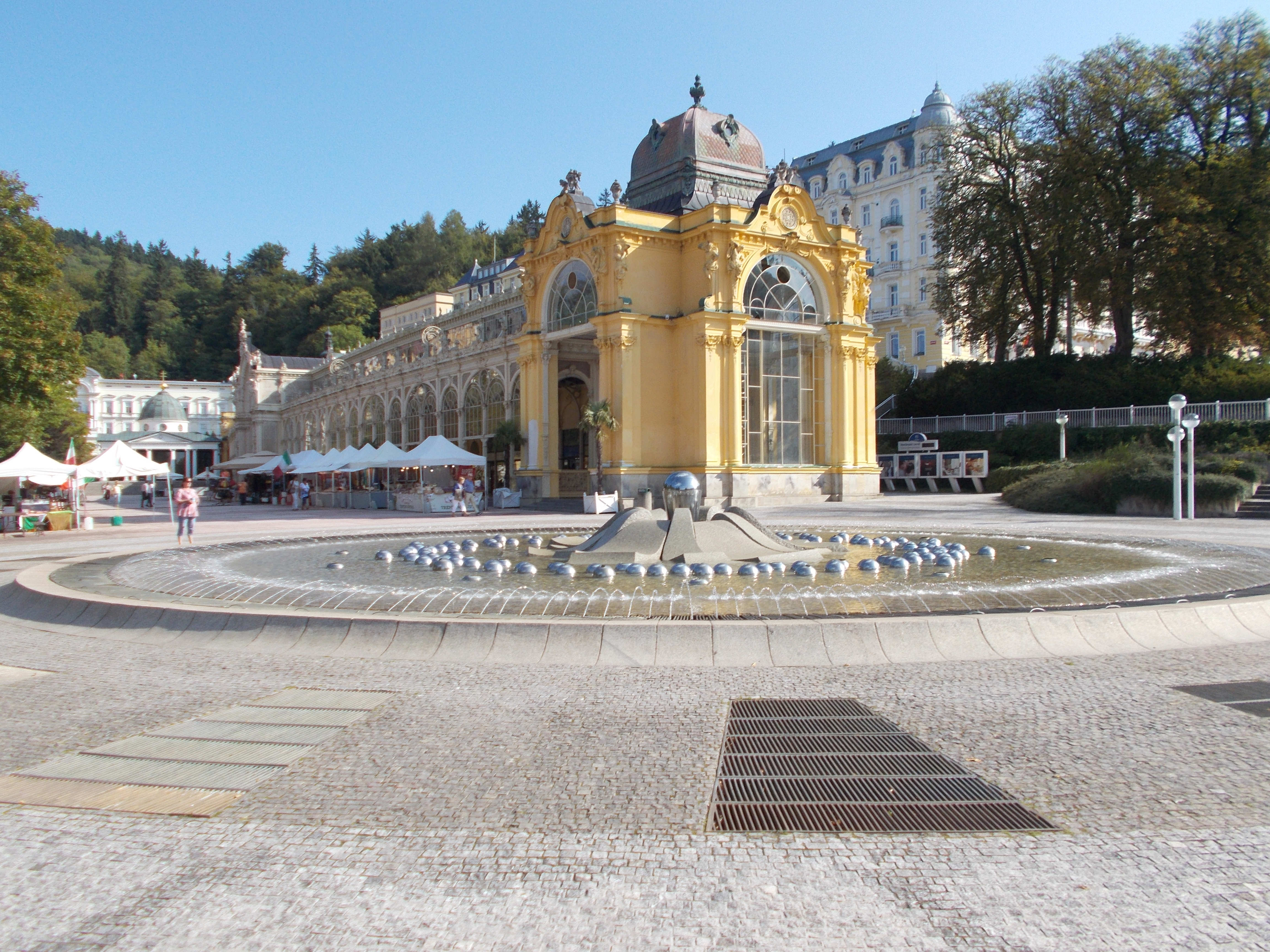
Lázeňská kolonáda 2021
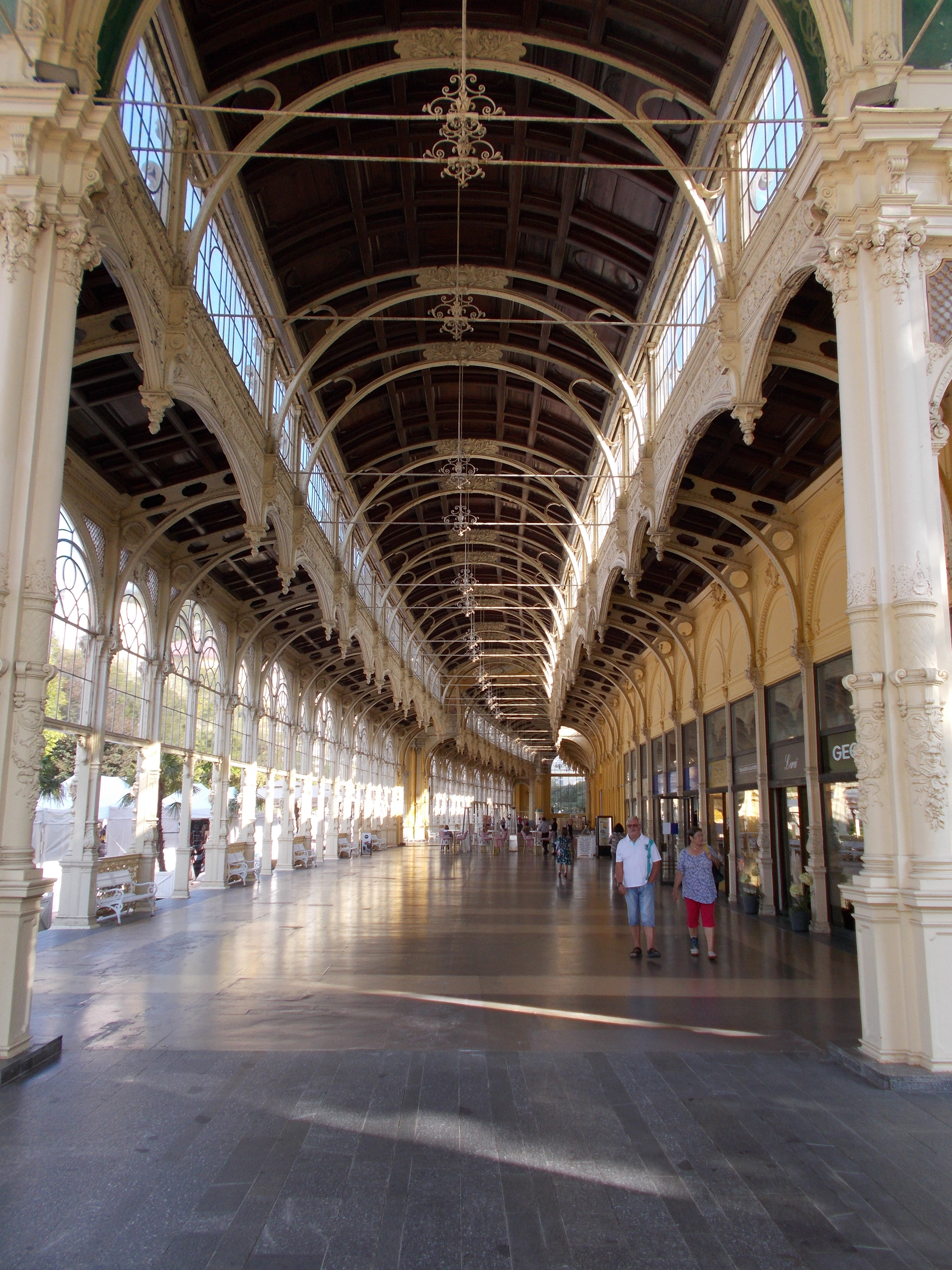
Interiér kolonády
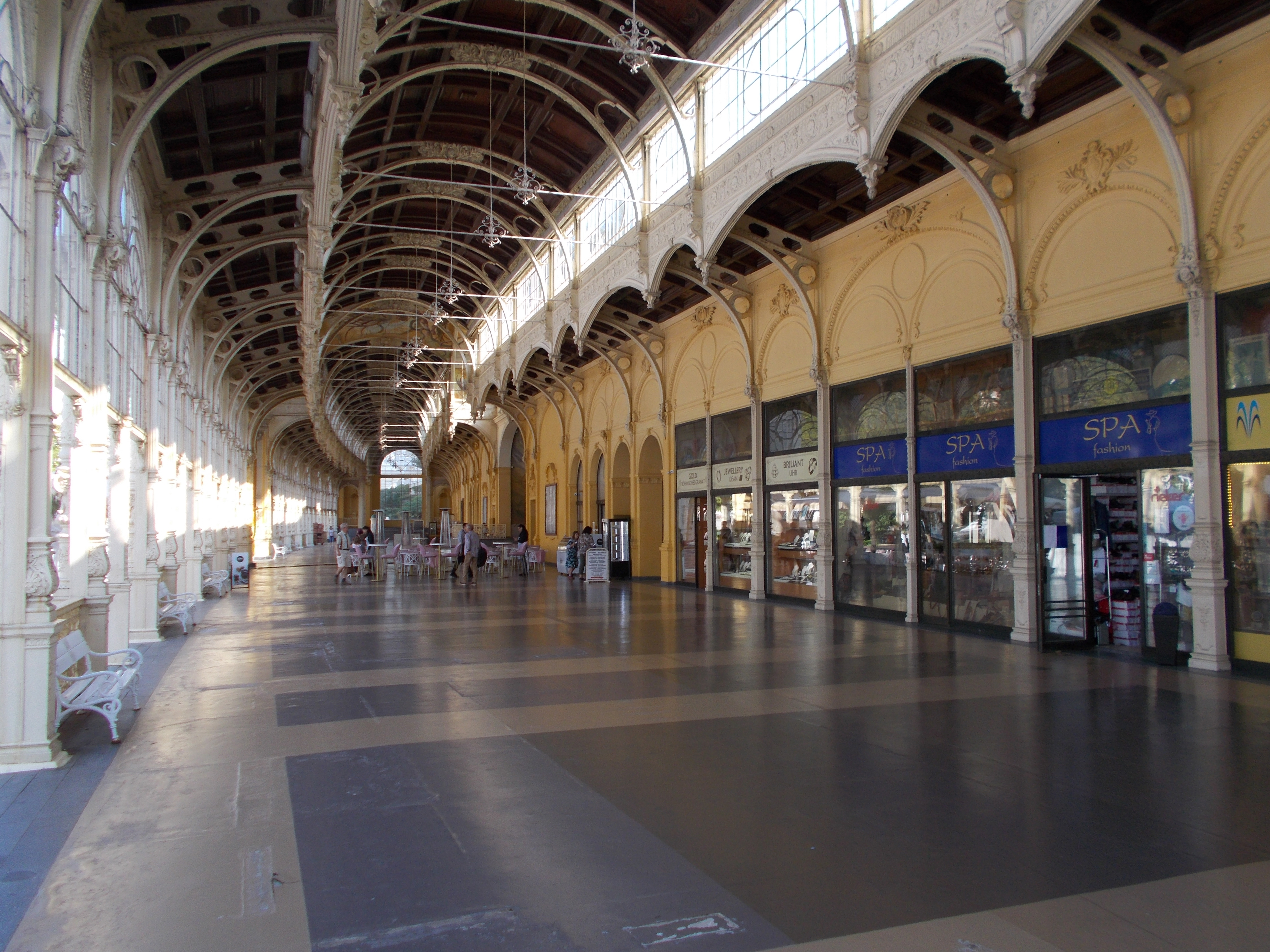
Interiér kolonády
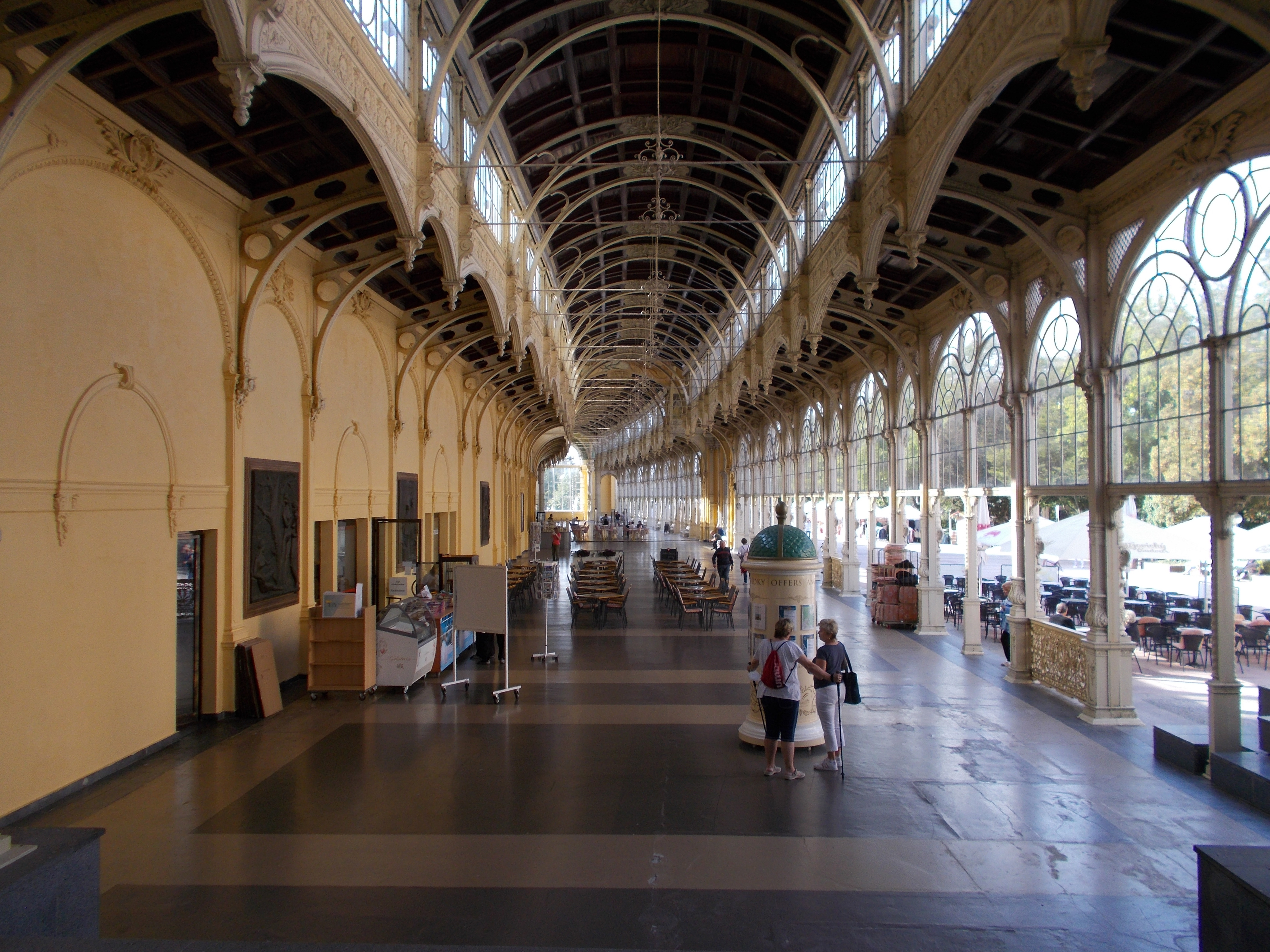
Interiér kolonády
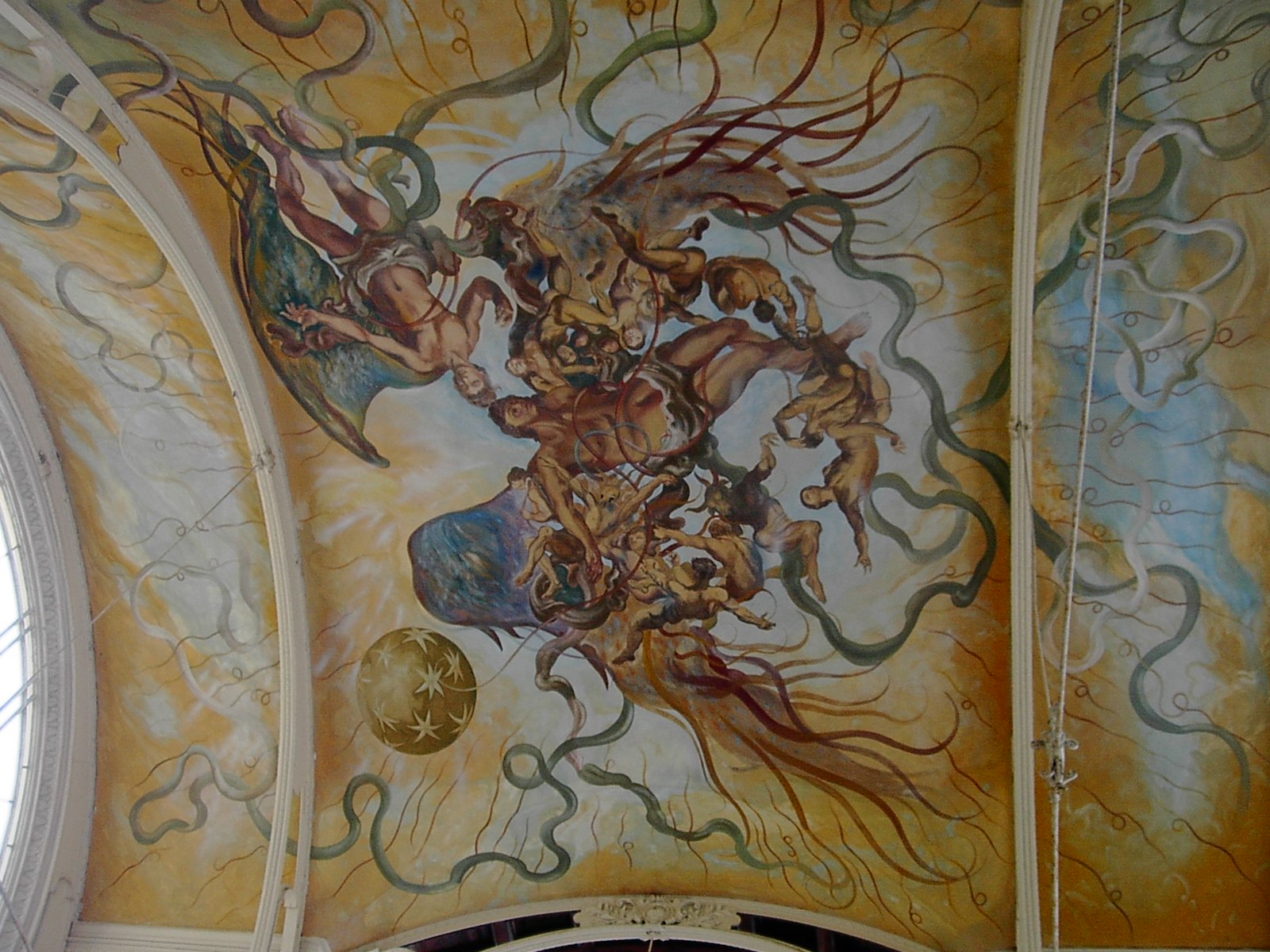
Nástropní freska kolonády J.Vyleťal
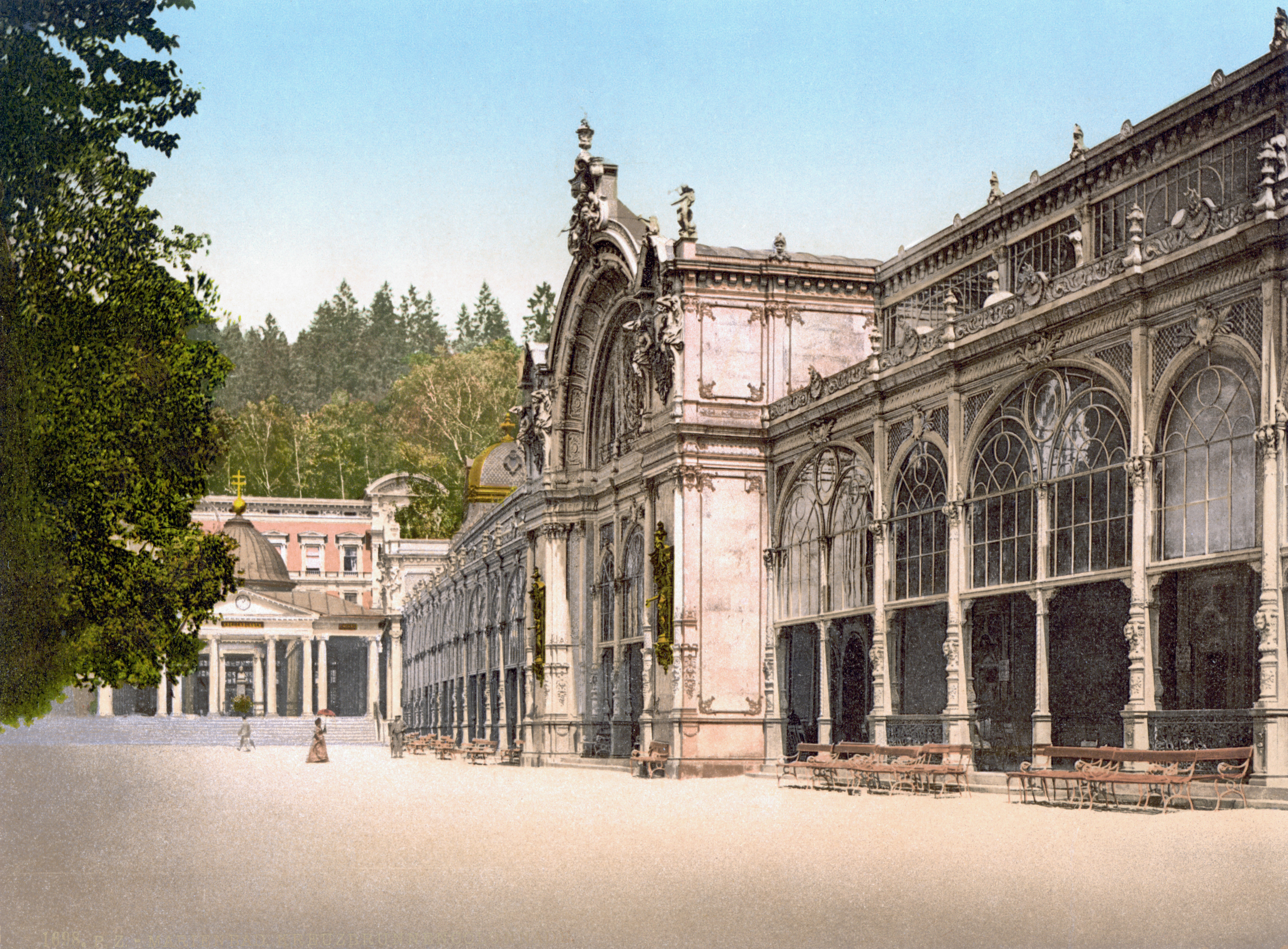
Pohlednice kolonády z roku 1900